# Дача на Юнкерова, 37-А
Да́ча на Ю́нкерова, 37-А — колишній дачний будинок, розташований на вулиці Юнкерова, що у Пущі-Водиці (Київ).
За визначенням дослідників, будинок — один із цікаво вирішених зразків дерев'яної дачної забудови початку ХХ сторіччя. Дачна споруда перебуває в занедбаному стані.
Наказом Міністерства культури України № 869 від 15 жовтня 2014 року будівля поставлена на облік пам'яток архітектури.
Частково знищена внаслідок пожежі 29 березня 2023 року.

## Історія

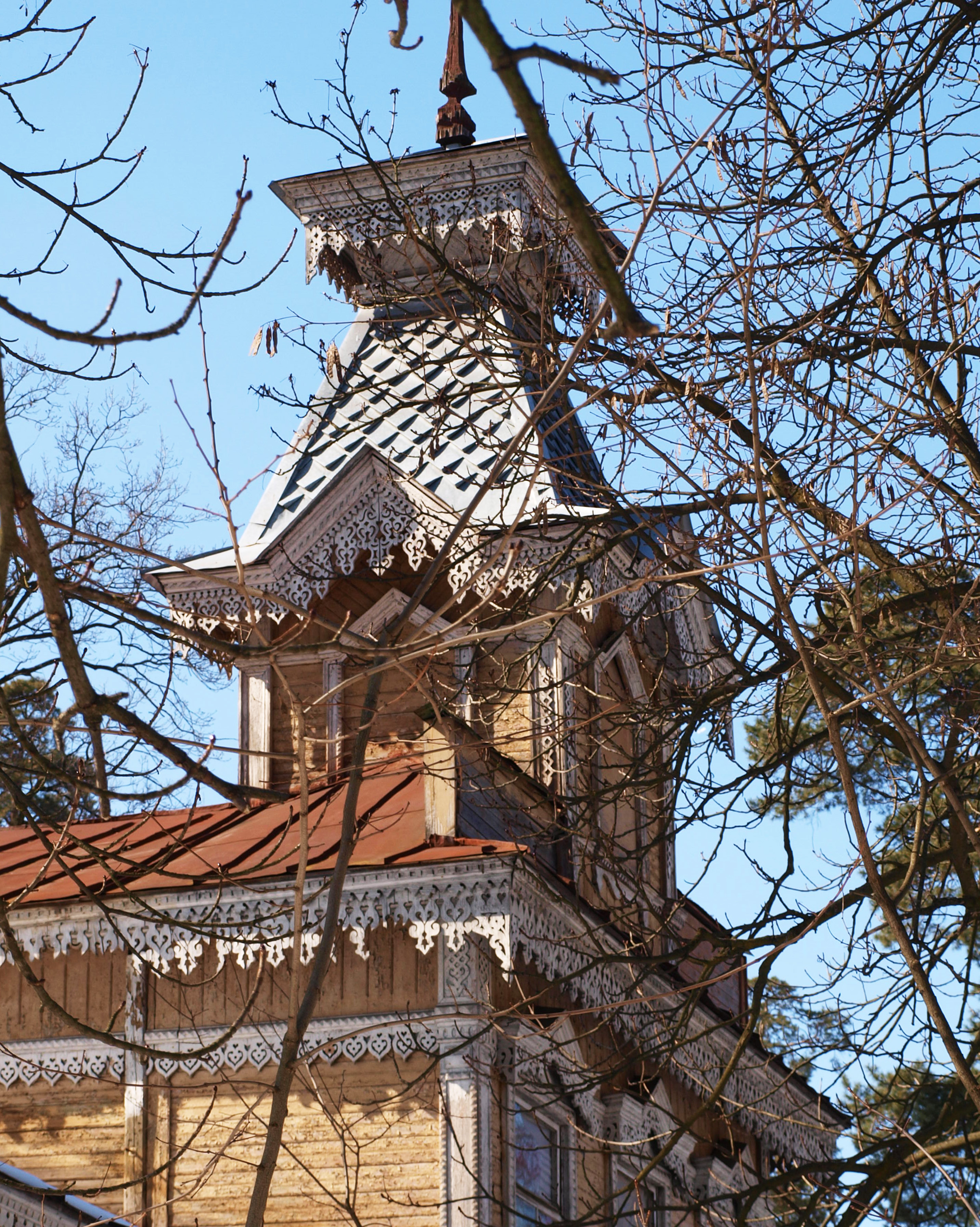
Вежа

У 1883—1897 роках територію Пуща-Водицького лісу передали під забудову дачного селища. Місцевість розділили на ділянки по 1280 квадратних метрів кожна. 1895 року всім охочим орендувати садиби надали дозвіл на будівництво дач. Однак забудова в Пущі-Водиці пожвавилася 1897 року, коли почали активно розбудовувати Святошинські дачі.
Лісовий ландшафт, озера і відносно м'який клімат сприяли перетворенню Пущі-Водиці на кліматичний курорт.
Садибу забудували на початку ХХ сторіччя, імовірно, за індивідуальним проєктом архітектора Едуарда-Фердинанда Брадтмана.
Розмір дачі, достатня площа, наявність кімнат, розрахованих на одночасне проживання в них значної кількості відпочивальників, розташування санвузолів дає підстави припускати, що власник планував розмістити тут пансіонат.

## Архітектура
Вирішена у формах історизму з викристанням елементів неоренесансу, необароко й неокласицизму.
Дача розташована у глибині садиби. Двоповерховий дерев'яний будинок поставлений на високий цегляний цоколь. Має вальмовий дах на дерев'яних кроквах і шиферне покриття. Стіни були складені з бруса. Перший поверх потинькований, другий шальований дошками.
Композиція чолового і тильного фасадів симетрична. Центральна вісь акцентована мезоніном з вежею. З тилу розташована шестипрогінна засклена веранда. Різьблені арки на другому поверсі з витонченим рисунком спираються на фігурні стовпи. Віконні прорізи на тильному фасаді облямовані лиштвою і сандриками.
Дах оперезаний дерев'яним підзором.

## Стан пам'ятки
Станом на 2022 рік будівля перебувала в занедбаному стані.
На сусідній ділянці, впритул до пам'ятки (вул. М. Юнкерова, 37), ведеться спорудження чотириповерхового житлового комплексу Hvoya (забудовник ZIM-Group).
29 березня 2023 року в будівлі сталася пожежа на площі 170 кв. м, унаслідок чого серйозно постраждали дерев'яні конструкції пам'ятки. Причини займання станом на 30.03.23 не було встановлено.

## Галерея

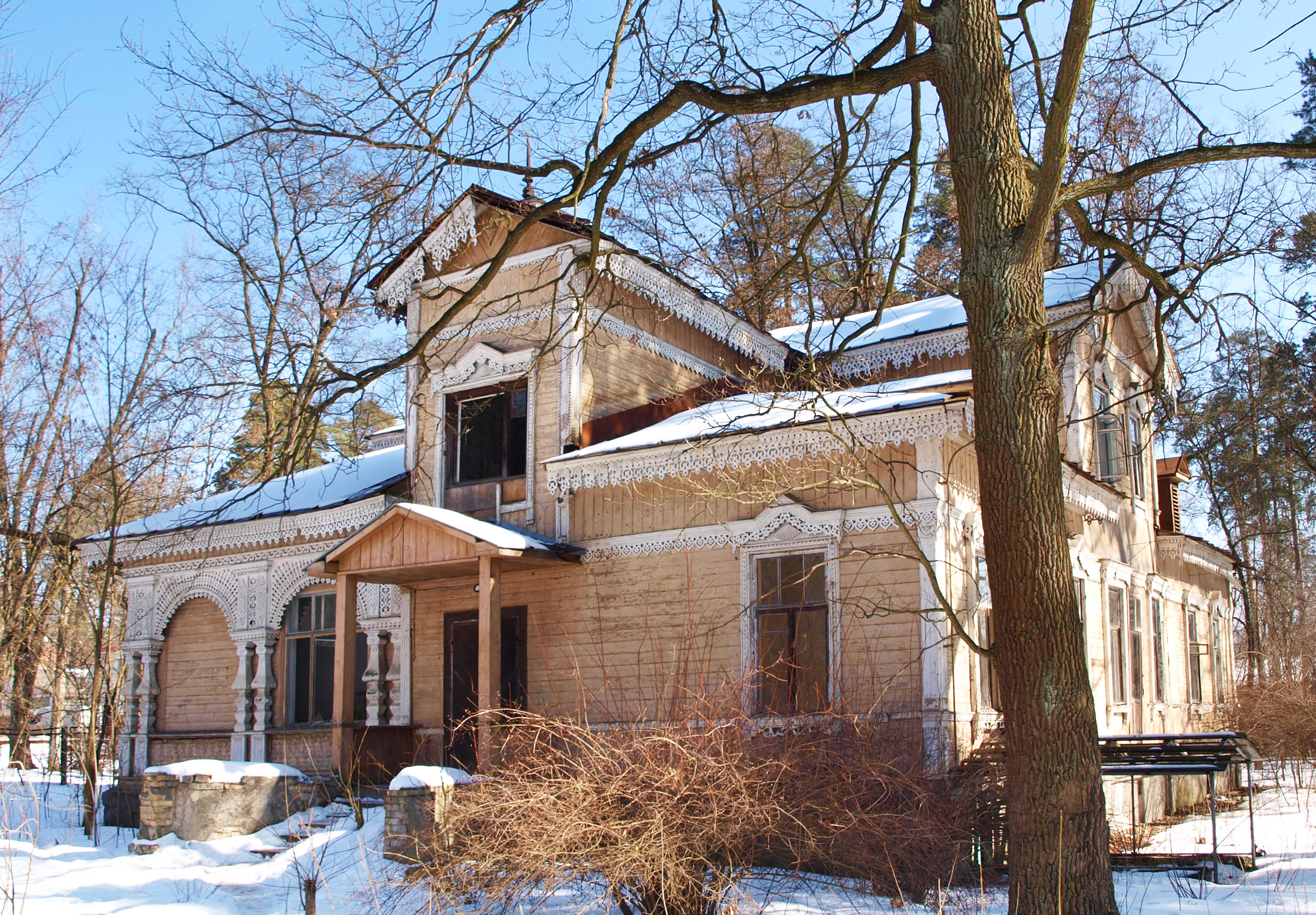
Тильний фасад
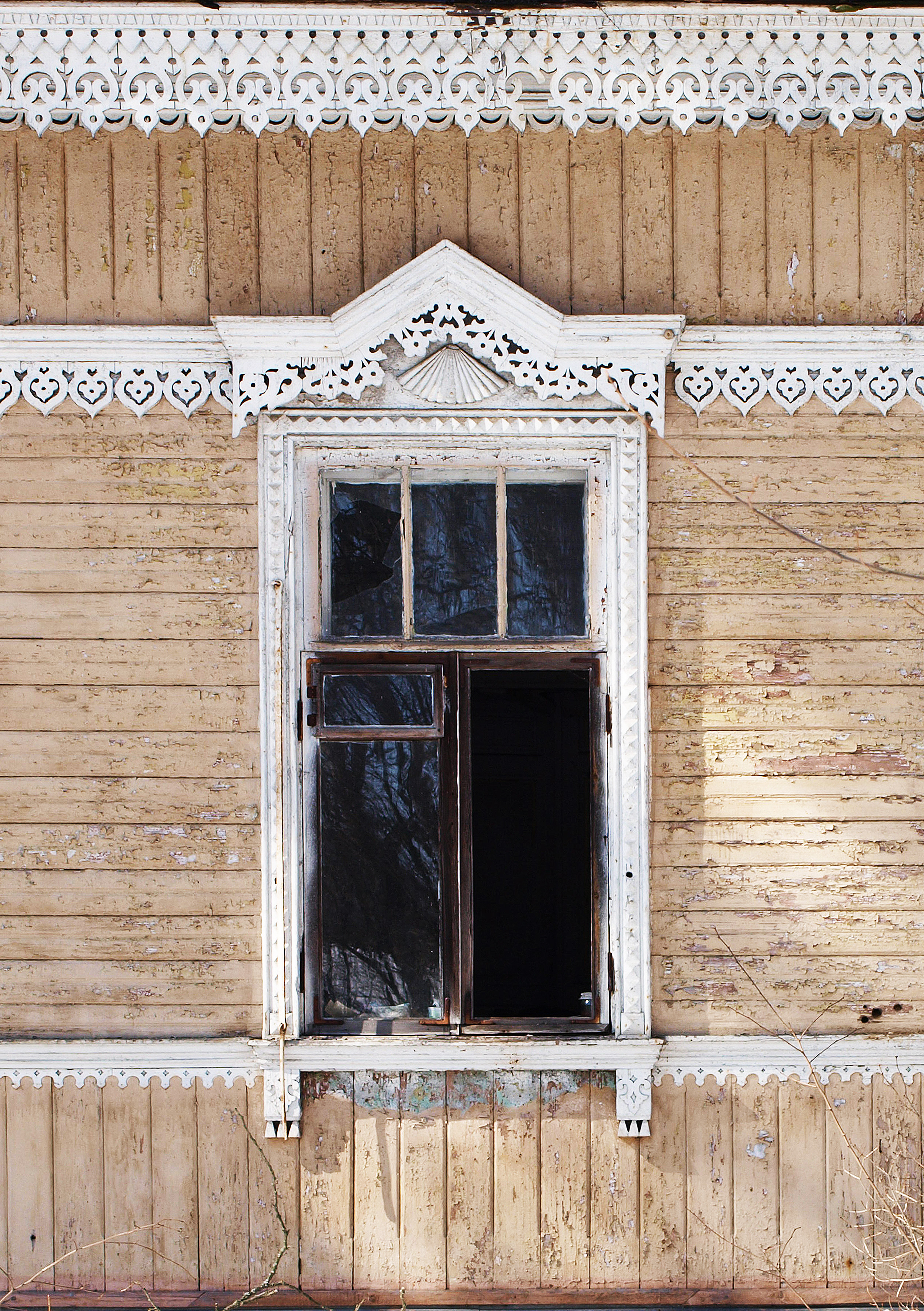
Вікно з різьбленим сандриком
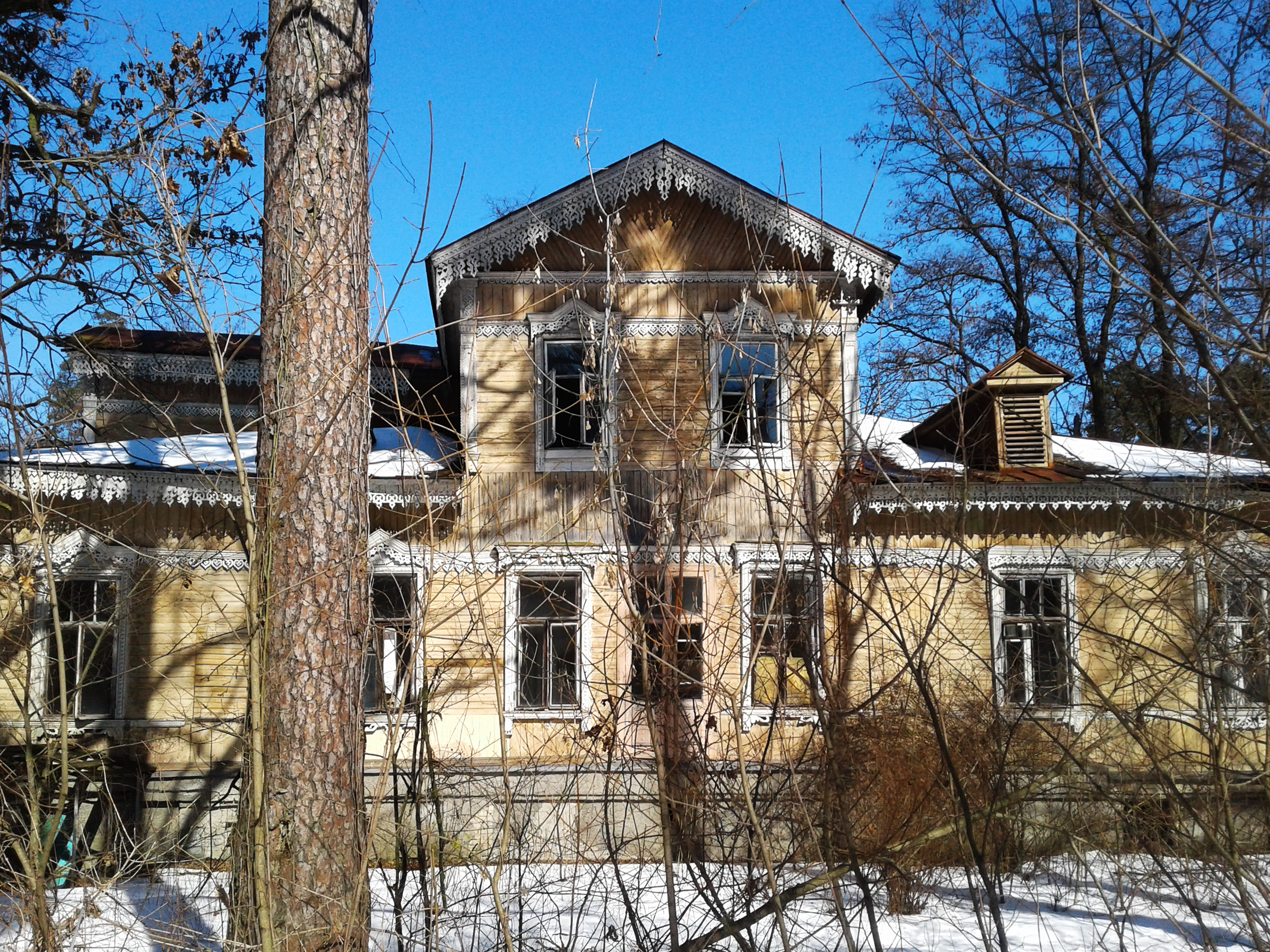
Південно-східний бік